# Joseph Gauthier (homme politique)
Pour les articles homonymes, voir Joseph Gauthier et Gauthier.
Joseph Gauthier (1842 - 26 septembre 1911) est un agriculteur, marchand de grains et homme politique fédéral du Québec.
Né à Saint-Lin dans le Canada-Est, M. Gauthier entama une carrière publique en servant comme maire de sa municipalité natale de 1872 à 1880. 
Élu député du Parti libéral du Canada dans la circonscription fédérale de L'Assomption en 1887, il avait précédemment tenté de déloger le libéral-conservateur Hilaire Hurteau, mais fut défait en 1882. Réélu lors de l'élection partielle déclenchée après l'annulation de l'élection en 1888, il conserva son poste en 1891. L'élection fut à nouveau déclarée nulle et Gauthier ne se présenta pas à l'élection partielle de 1892 contre le conservateur Hormidas Jeannotte. De retour en 1896, il ne se représenta pas en 1900.